# Джимі Тауріайнен
Джи́мі Ве́йкко Тауріа́йнен (фін. Jimi Weikko Tauriainen, нар. 8 березня 2004, Гельсінкі, Фінляндія) — фінський футболіст, півзахисник англійського клубу «Челсі».

## Ігрова кар'єра

### Клубна
Джимі Тауріайнен є вихованцем академії столичного фінського клубу ГІК. До них він приєднався у 2016 році. У 2020 році він проходив оглядини в італійських клубах «Ювентус» та «Інтер», а також в англійському «Челсі».
В березні 2020 року стало відомо, що в липні того року Тауріайнен приєднається до лондонського «Челсі». В Англії Джимі перекваліфікувався з нападника в півзахисника. У свій сімнадцятий день народження Тауріайнен підписав з «Челсі» перший професійний контракт, а в липні 2021 року продовжив вже діючий контракт.
25 лютого 2024 року Тауріайнен був внесений в заявку «Челсі» на фінал Кубку ліги, але так і залишився в резерві. 28 лютого футболіст дебютував в першій команді, коли вийшов на заміну в матчі Кубку Англії проти «Лідс Юнайтед». 12 травня 2024 року Тауріайнен в матчі проти «Тоттенгем Готспур» Тауріайнен вперше вийшов на полі в турнірі Прем'єр-ліги.

### Збірна
З 2019 року Джимі Тауріайнен виступає в складі юнацьких збірних Фінляндії.

## Особисте життя
Джимі Тауріайнен є сином Пасі Тауріайнена — колишнього фінського футболіста, що в період з 1986 по 1993 роки провів 33 матчі в складі національної збірної Фінляндії. Старший брат Юліус Тауріайнен також професійний футболіст.

## Досягнення
Челсі
- Фіналіст Кубка ліги: 2023/24[10]